# Йостершунд ФК
Йостершунд (на шведски: Östersunds Fotbollsklubb) е шведски футболен отбор от едноименния град Йостершунд. Състезава се в най-високото ниво на шведския футбол – групата Алсвенскан.

## Успехи
- Алсвенскан: (1 ниво)
  - 5-о място (1):: 2017
- Суперетан: (2 ниво)
  -  Второ място (1): 2015
- Купа на Швеция:
- Носител (1): 2016/17